# Roussoella
Roussoella is een geslacht van schimmels behorend tot de familie Roussoellaceae. De typesoort is Roussoella nitidula.

## Soorten
Het geslacht bevat 39 soorten (peildatum april 2022):
| Soortnaam                     | Auteur(s)                                        | Publicatiejaar |
| ----------------------------- | ------------------------------------------------ | -------------- |
| Roussoella aequatoriensis     | K.D. Hyde                                        | 1997           |
| Roussoella alveolata          | Y.M. Ju, J.D. Rogers & Huhndorf                  | 1996           |
| Roussoella angusta            | D.Q. Dai & K.D. Hyde                             | 2015           |
| Roussoella angustispora       | D.Q. Zhou, L. Cai & K.D. Hyde                    | 2003           |
| Roussoella aquatica           | W. Dong, H. Zhang & K.D. Hyde                    | 2020           |
| Roussoella arundinacea        | Crous & R.K. Schumach.                           | 2020           |
| Roussoella bambusae           | (Pat.) M. Monod                                  | 1983           |
| Roussoella calamicola         | J. Fröhl., K.D. Hyde & Aptroot                   | 1999           |
| Roussoella chiangraina        | Phook., Jian K. Liu & K.D. Hyde                  | 2014           |
| Roussoella chilensis          | (Speg.) Y.M. Ju, J.D. Rogers & Huhndorf          | 1996           |
| Roussoella doimaesalongensis  | Thambug. & K.D. Hyde                             | 2017           |
| Roussoella donacicola         | (Speg.) Y.M. Ju, J.D. Rogers & Huhndorf          | 1996           |
| Roussoella guttulata          | J.Y. Zhang, Y.Z. Lu & K.D. Hyde                  | 2020           |
| Roussoella hysterioides       | (Ces.) Höhn.                                     | 1919           |
| Roussoella intermedia         | Y.M. Ju, J.D. Rogers & Huhndorf                  | 1996           |
| Roussoella japanensis         | Kaz. Tanaka, Jian K. Liu & K.D. Hyde             | 2014           |
| Roussoella kunmingensis       | H.B. Jiang, Phookamsak & K.D. Hyde               | 2019           |
| Roussoella magnata            | D.Q. Dai & K.D. Hyde                             | 2015           |
| Roussoella margidorensis      | E. Bovio, Prigione, A. Poli & Varese             | 2020           |
| Roussoella mediterranea       | A. Poli, E. Bovio, Prigione & Varese             | 2020           |
| Roussoella mexicana           | Crous & Yáñez-Moral.                             | 2015           |
| Roussoella minutella          | (Penz. & Sacc.) Aptroot                          | 1995           |
| Roussoella munkii             | (Speg.) Speg.                                    | 1889           |
| Roussoella neopustulans       | D.Q. Dai, Jian K. Liu & K.D. Hyde                | 2014           |
| Roussoella nitidula           | Sacc. & Paol.                                    | 1888           |
| Roussoella padinae            | Prigione, E. Bovio, A. Poli & Varese             | 2020           |
| Roussoella palmicola          | J. Fröhl., K.D. Hyde & Aptroot                   | 1999           |
| Roussoella phyllostachydis    | (I. Hino & Katum.) I. Hino & Katum.              | 1965           |
| Roussoella pseudohysterioides | D.Q. Dai & K.D. Hyde                             | 2016           |
| Roussoella pustulans          | (Ellis & Everh.) Y.M. Ju, J.D. Rogers & Huhndorf | 1996           |
| Roussoella saltuensis         | K.D. Hyde                                        | 1997           |
| Roussoella scabrispora        | (Höhn.) Aptroot                                  | 1995           |
| Roussoella serrulata          | (Ellis & G. Martin) K.D. Hyde & Aptroot          | 1995           |
| Roussoella siamensis          | Phook., Jian K. Liu & K.D. Hyde                  | 2014           |
| Roussoella thailandica        | D.Q. Dai, Jian K. Liu & K.D. Hyde                | 2014           |
| Roussoella tuberculata        | D.Q. Dai & K.D. Hyde                             | 2016           |
| Roussoella verrucispora       | Kaz. Tanaka, Jian K. Liu & K.D. Hyde             | 2014           |
| Roussoella verruculosa        | Cand. & Katum.                                   | 1986           |
| Roussoella yunnanensis        | H.B. Jiang, Phookamsak & K.D. Hyde               | 2019           |